# 1935 v dopravě
Tento článek obsahuje seznam událostí souvisejících s dopravou, které proběhly roku 1935.

## Události
- 15. května 1935

 Bylo zprovozněno metro v Moskvě; první úsek Sokolničeské linky. Jednalo se o velmi zpolitizovanou událost.
- 22. července 1935

 V Tbilisi byla otevřena dětská železnice, jedná se o jednu z prvních drah tohoto typu.

## Neurčené datum
Metro v Glasgow je zrekonstruováno; je zavedeno napájení vlaků pomocí třetí přívodní kolejnice.
 Byl schválen projekt na vybudování trolejbusové sítě v Praze.